# هاسكوفو
هاسكوفو (بالبلغارية: Хасково)‏ هي مدينة بلغارية ومركز مقاطعة هاسكوفو في جنوب بلغاريا، وقريبة من حدود اليونان وتركيا. ووفقاً لبرنامج التنمية الإقليمية في بلغاريا فإن المنطقة الحضرية من هاسكوفو هي سابع أكبر مدينة في بلغاريا، ويبلُغ عدد سكانها 184,731 نسمة.

## المناخ
يظهر الجدول التالي التغييرات المناخية على مدار السنة لهاسكوفو:
| البيانات المناخية لـهاسكوفو       | البيانات المناخية لـهاسكوفو | البيانات المناخية لـهاسكوفو | البيانات المناخية لـهاسكوفو | البيانات المناخية لـهاسكوفو | البيانات المناخية لـهاسكوفو | البيانات المناخية لـهاسكوفو | البيانات المناخية لـهاسكوفو | البيانات المناخية لـهاسكوفو | البيانات المناخية لـهاسكوفو | البيانات المناخية لـهاسكوفو | البيانات المناخية لـهاسكوفو | البيانات المناخية لـهاسكوفو | البيانات المناخية لـهاسكوفو |
| الشهر                             | يناير                       | فبراير                      | مارس                        | أبريل                       | مايو                        | يونيو                       | يوليو                       | أغسطس                       | سبتمبر                      | أكتوبر                      | نوفمبر                      | ديسمبر                      | المعدل السنوي               |
| --------------------------------- | --------------------------- | --------------------------- | --------------------------- | --------------------------- | --------------------------- | --------------------------- | --------------------------- | --------------------------- | --------------------------- | --------------------------- | --------------------------- | --------------------------- | --------------------------- |
| متوسط درجة الحرارة الكبرى °م (°ف) | 6.1 (43.0)                  | 8.3 (46.9)                  | 14.1 (57.4)                 | 19.2 (66.6)                 | 24.8 (76.6)                 | 28.1 (82.6)                 | 31.8 (89.2)                 | 32.1 (89.8)                 | 27.0 (80.6)                 | 20.1 (68.2)                 | 13.1 (55.6)                 | 7.3 (45.1)                  | 19.0 (66.2)                 |
| المتوسط اليومي °م (°ف)            | 2.0 (35.6)                  | 3.5 (38.3)                  | 8.0 (46.4)                  | 13.4 (56.1)                 | 19.5 (67.1)                 | 22.7 (72.9)                 | 25.7 (78.3)                 | 25.7 (78.3)                 | 21.1 (70.0)                 | 14.8 (58.6)                 | 9.1 (48.4)                  | 3.3 (37.9)                  | 14.3 (57.7)                 |
| متوسط درجة الحرارة الصغرى °م (°ف) | −1.1 (30.0)                 | −0.4 (31.3)                 | 2.8 (37.0)                  | 7.6 (45.7)                  | 13.1 (55.6)                 | 16.3 (61.3)                 | 18.6 (65.5)                 | 18.8 (65.8)                 | 14.2 (57.6)                 | 9.6 (49.3)                  | 4.5 (40.1)                  | 0.0 (32.0)                  | 8.7 (47.7)                  |
| الهطول مم (إنش)                   | 41.9 (1.65)                 | 34.7 (1.37)                 | 56.5 (2.22)                 | 42.8 (1.69)                 | 54.6 (2.15)                 | 28.5 (1.12)                 | 31.3 (1.23)                 | 21.7 (0.85)                 | 23.6 (0.93)                 | 24.4 (0.96)                 | 39.8 (1.57)                 | 43.1 (1.70)                 | 442.9 (17.44)               |
| ساعات سطوع الشمس الشهرية          | 102                         | 124                         | 173                         | 216                         | 270                         | 302                         | 336                         | 325                         | 241                         | 172                         | 127                         | 92                          | 2٬480                       |
| المصدر: [Stringmeteo.com]         |                             |                             |                             |                             |                             |                             |                             |                             |                             |                             |                             |                             |                             |

## معرض صور

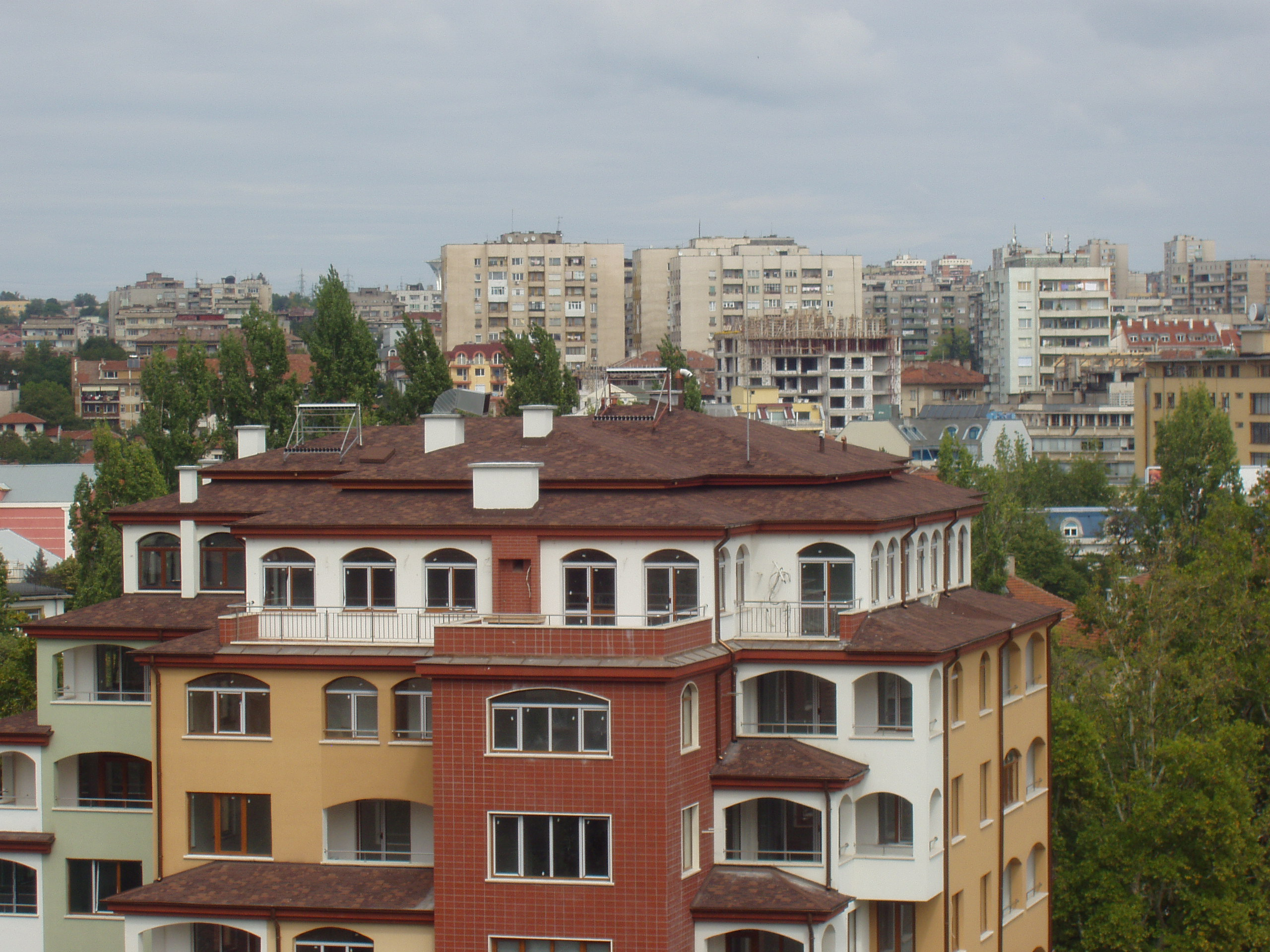
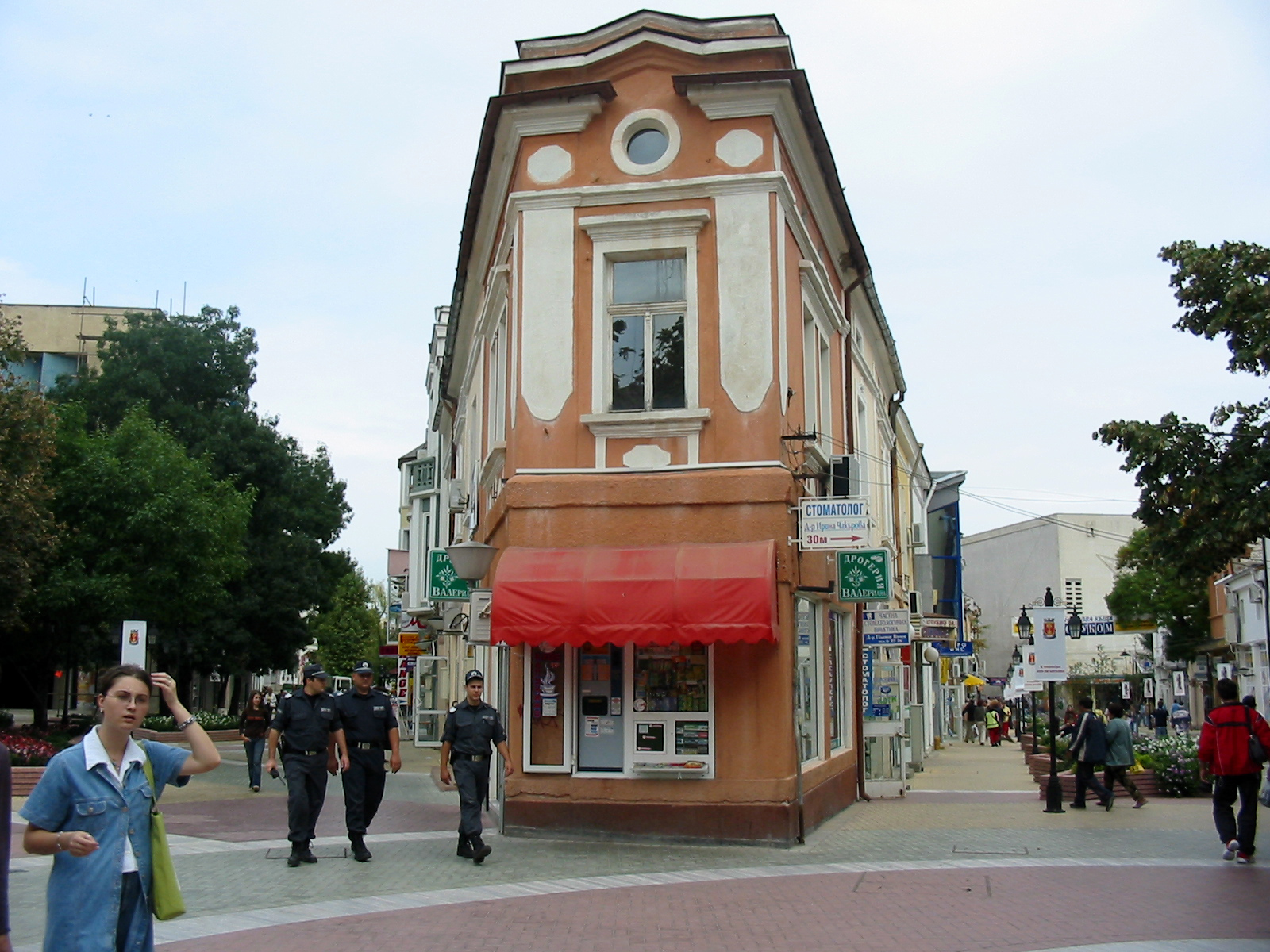
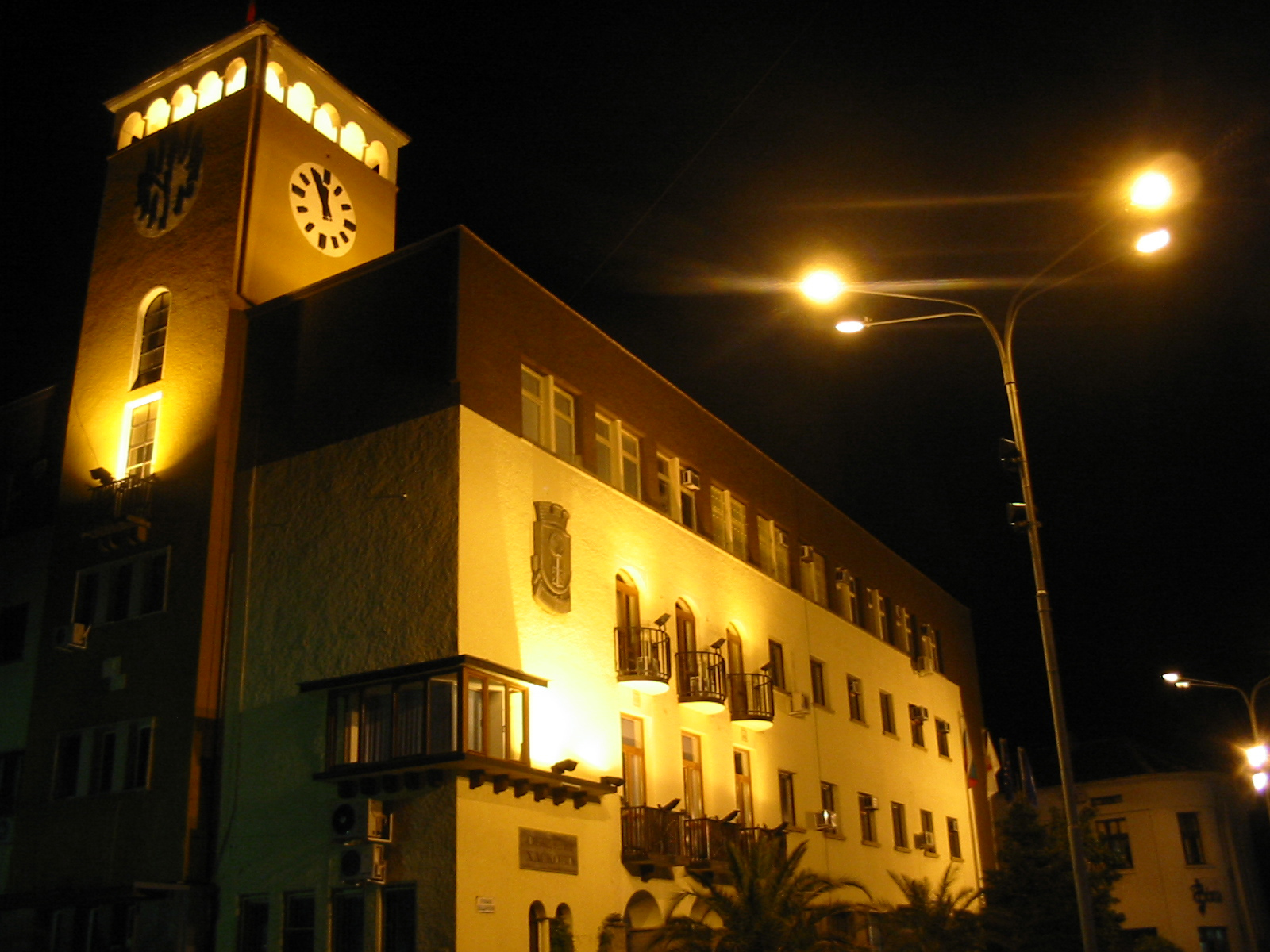
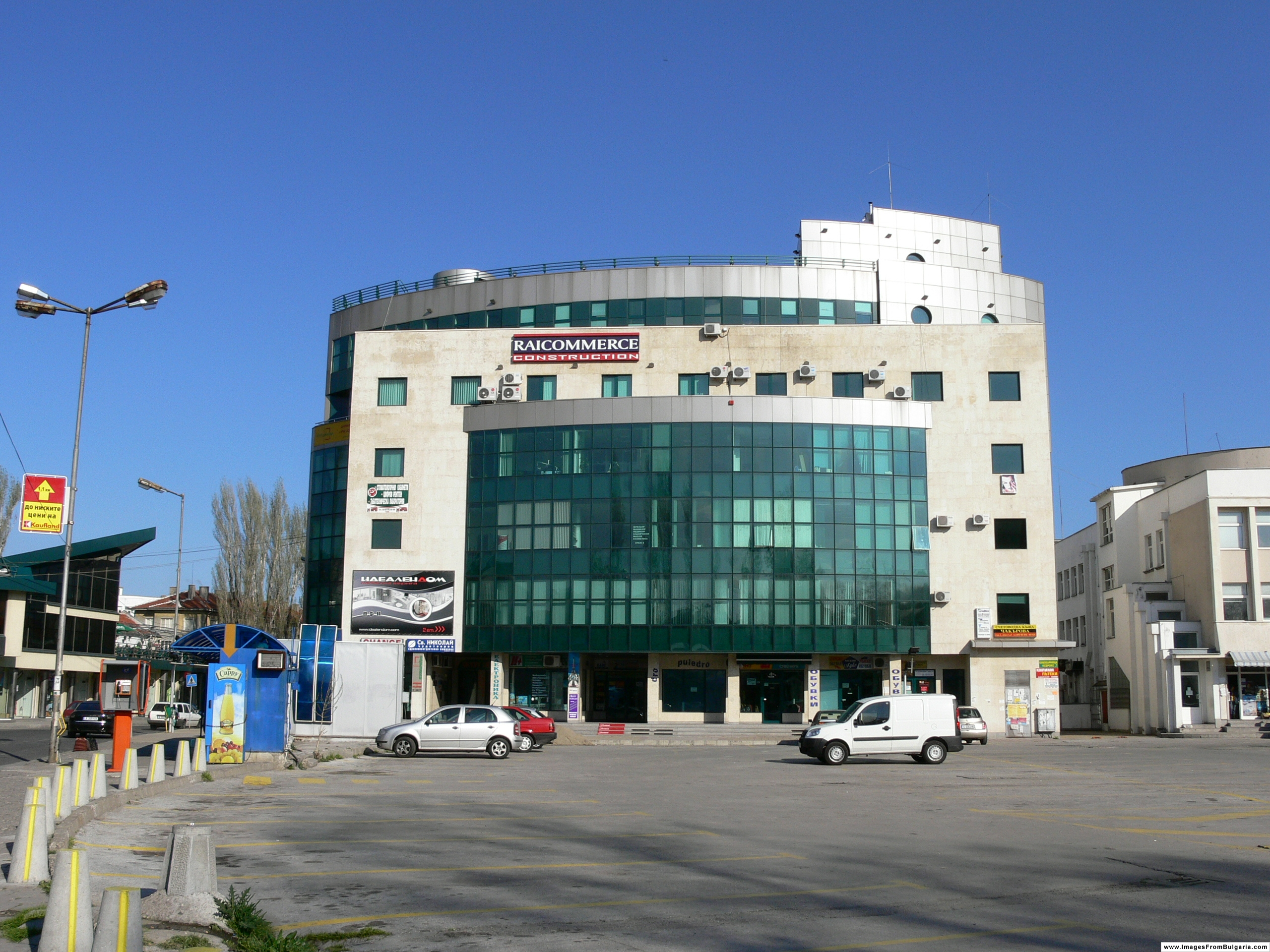
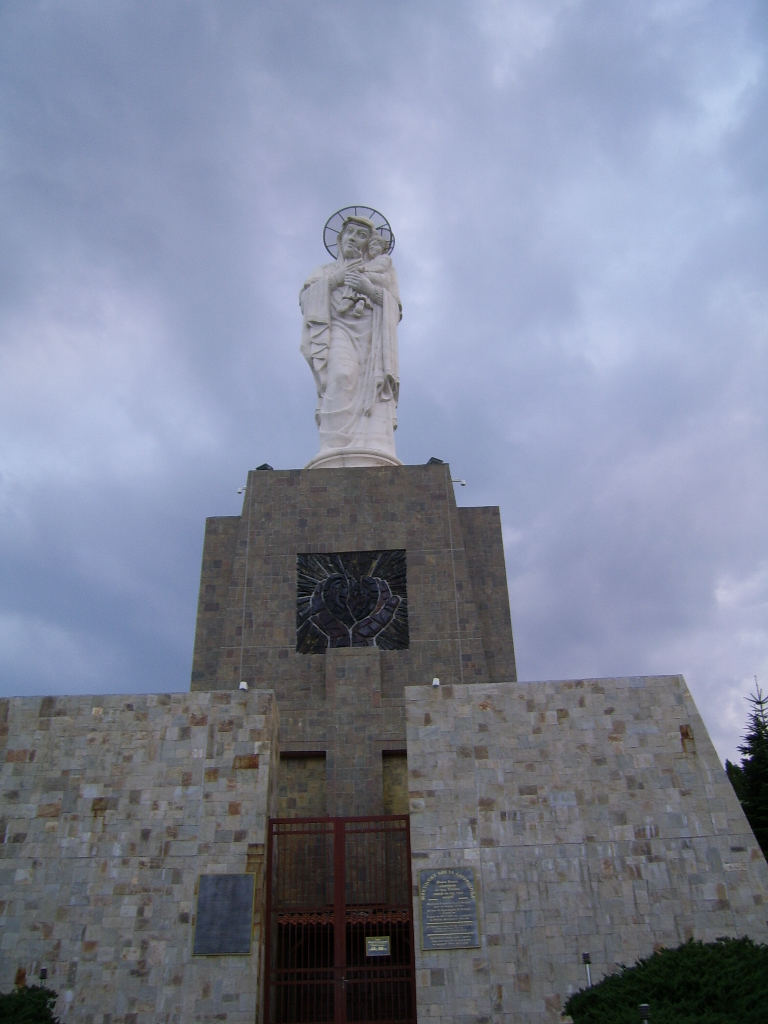

## توأمة
لهاسكوفو اتفاقيات توأمة مع كل من:
- أدرنة [10]
- Châtillon-sur-Indre [الإنجليزية]‏
- بلدة أبينغتون [الإنجليزية]‏
- فيسيو [10]
- أليكساندروبولي
- Enguera [الإنجليزية]‏ [10]
- ليستر [10]
- نوفارا
- طشقند
- بودروم
- فيسبرم
- كوبلنتس
- شاتورا [11]
- Wieden [الإنجليزية]‏ [12]

## أعلام
- أنطونيو كراستيف
- أبوستول بوبوف
- أتاناس كراستيف
- جورجي ايفانوف
- بيتار أنجيلوف